# Cronache di Ambra
Le Cronache di Ambra è una serie di romanzi fantasy scritti dallo scrittore statunitense Roger Zelazny.
Si compongono di due cicli, di cinque libri ciascuno, ed hanno ispirato anche un gioco di ruolo e un videogioco.

## Mondi ombra
Tutti i mondi di cui si parla nei libri, esclusa Ambra stessa, sono solo delle ombre proiettate da Ambra, a partire da Avalon per arrivare alla nostra Terra passando per qualsiasi altro mondo si possa immaginare, esplorando tutte le possibilità. Gli unici a possedere la capacità di camminare attraverso queste ombre, passando da un mondo all'altro, sono i discendenti di Oberon, il signore di Ambra, essi possono cambiare mondo spostandosi materialmente all'interno del mondo in cui si trovano e nel frattempo desiderando che qualche particolare (la direzione del vento, la tonalità di colore del sole) cambi, fino ad adattarsi al mondo che vogliono.

## Personaggi
La machiavellica famiglia reale di Ambra è guidata da Oberon, l'ex re, ora assente; le sue cinque figlie sono Florimel, Deirdre, Fiona, Llewella e Coral (che non entrerà in gioco fino al nono libro) ma i principali attori sono i nove principi:
BenedictIl maggiore dei principi ancora in vita. non coinvolto nell'attuale lotta per la corona; è il maestro di tattica della famiglia e un uomo che sorride raramente; il resto della famiglia presume che sia morto.
CorwinIl protagonista: un incrocio tra un ladro crudele e un poeta riluttante, gli anni passati sulla Terra sembrano averlo ammorbidito un po' "E ricorda chi è stato a lasciarti la vita dove un altro l'avrebbe presa."
EricL'arrogante ma competente aspirante re di Ambra; suoi alleati sono Julian, Caine e Gérard.
CainePragmatico e realistico.
BleysVivace e affascinante, l'altro alleato di Corwin nella sua lotta contro Eric.
BrandCome Oberon, misteriosamente non disponibile, "C'era una qualità sia di forza che di debolezza, ricerca e abbandono in lui."
JulianUn sinistro cacciatore, "Mi piace massacrare le bestie e penso costantemente ai miei parenti."
GérardFisicamente il più forte dei nove, affabile e apprezzato anche dai suoi nemici.
RandomUn subdolo mascalzone seppur alleato di Corwin, è un giocatore d'azzardo e il più giovane dei figli di Oberon.

## Percorrere il Disegno

### Ottenere il potere
Per ottenere il potere di camminare attraverso i mondi d'ombra, coloro che nascono ad Ambra devono percorrere il Disegno, realizzato come le carte da Dworkin, una specie di percorso brillante che si trova in una caverna, nelle profondità del Castello di Ambra, oltre che in Tir-Na Nog'th (la Città di Luna, il doppio di Ambra nel cielo) e in Arbma (il doppio speculare di Ambra nel mare). Una volta che qualcuno ha iniziato a percorrere il Disegno non può né fermarsi né tornare indietro, uno di questi comportamenti significherebbe la morte immediata e orribile del viaggiatore.

### Resistenza
Percorrere il Disegno è difficile. La resistenza opposta dal Disegno aumenta con l'avvicinarsi del viaggiatore al suo centro e ci sono tre punti, chiamati veli in cui questa resistenza si concentra, estremamente difficili da oltrepassare, anche se il loro attraversamento comporta un lieve e temporaneo indebolimento della resistenza.

### Comandare il Disegno
Una volta che il viaggiatore si trova al centro del Disegno ottiene il potere di camminare attraverso le ombre. Inoltre può ordinargli di portarlo in qualsiasi luogo, subito fuori dal Disegno, nel Castello di Ambra o in uno qualsiasi dei mondi d'ombra.

### Il Gioiello del Giudizio
Il Gioiello del Giudizio è un grosso rubino la cui importanza si rivela man mano che la serie avanza. All'inizio è solo uno strumento per il controllo della meteorologia di Ambra, ma poi Corwin scoprirà che può essere usato per creare un nuovo Disegno e con esso nuove dimensioni.

## Le Corti del Caos
Contrapposte all'ordine del Disegno e alla staticità di Ambra, esistono le corti del Caos, in un certo qual modo il luogo più distante in assoluto da Ambra, dove a regnare è il caos e le corti sono un luogo di costante mutamento da cui Dworkin stesso fuggì per creare tutti i mondi, tramite la creazione del Disegno.

## Realtà alternative: le basi di Ambra
Il potere di camminare nelle ombre e così visitare moltissime realtà alternative è alla base dell'intera serie di Ambra; in questo modo si toccano concetti  come il multi-universo e la lotta tra ordine e caos, e si gioca con le leggi fisiche immaginando come sarebbero mondi le cui varie costanti fisiche fossero, anche solo di poco, diverse.

## Il primo ciclo delle cronache
Il primo ciclo è composta da 5 libri, e il suo protagonista è Corwin di Ambra:
1. Nove principi in Ambra (Nine Princes in Amber, 1970)
2. Le armi di Avalon (The Guns of Avalon, 1972)
3. Il segno dell'unicorno (Sign of the Unicorn, 1975)
4. La mano di Oberon (The Hand of Oberon, 1976)
5. Le corti del Caos (The Courts of Chaos, 1978)

## Il secondo ciclo delle cronache
Anche il secondo ciclo è composto da 5 libri, il suo protagonista è Merlino di Ambra, che poi diventerà Merlino del Caos:
1. Ritorno ad Ambra (The Trumps of Doom, 1985)
2. Il sangue di Ambra (The Blood of Amber, 1986)
3. Il segno del caos (The Sign of Chaos, 1987)
4. Il cavaliere delle ombre (The Knight of Shadows, 1990)
5. Il principe del caos (Prince of Chaos, 1991)